# Bakassi
Bakassi er en halvø i Guineabugten. Den ligger mellem Cross River-flodmundingen, nær byen Calabar, og Rio del Ray -flodmundingen mod øst. Den styres af Cameroun efter en dom fra Den Internationale Domstol medførte overdragelse af suverænitet fra nabolandet Nigeria. Den 22. november 2007 afviste det nigerianske senat overdragelsen, da Greentree-aftalen, der overdrog området til Cameroun, var i strid med paragraf 12(1) i forfatningen fra 1999. Uanset hvad, blev territoriet fuldstændigt afstået til Cameroun den 14. august 2008, præcis to år efter at den første del af det blev overført.

## Geografi og økonomi
Halvøen består af en række lavtliggende, stort set mangroveklædte øer, der dækker et område på omkring 665 km2. Folketallet i Bakassi er genstand for en del uenighed, men anslås generelt til at være mellem 150.000 og 300.000 mennesker.
Bakassi ligger i den yderste østende af Guineabugten, hvor den varme mod øst strømmende Guineastrøm (kaldet Aya Efiat på Efik) møder den kolde nordstrømmende Benguelastrøm (kaldet Aya Ubenekang på Efik). De to havstrømme vekselvirker og skaber enorme skummende bølger, der konstant bevæger sig mod kysten. Dette opbygger rige stimer fisk, rejer og mange andre marine livsformer, hvilket gør området til et meget frugtbart fiskeområde, som hovedparten af befolkningen lever af.
Halvøen beskrives almindeligvis som "olierig", selvom der faktisk ikke er opdaget kommercielt brugbare olieforekomster. Området har dog vakt betydelig interesse fra olieselskaberne i lyset af opdagelsen af rige reserver af højkvalitets råolie i Nigeria. I oktober 2012 annoncerede China Petroleum & Chemical Corporation, at de havde opdaget nye olie- og gasressourcer i Bakassi-regionen. De var dog stadig ikke udnyttet i 2024.

## Historie
Under Kapløbet om Afrika underskrev dronning Victoria en beskyttelsestraktat med kongen og høvdingene i Akwa Akpa, kendt af europæere som Old Calabar, den 10. september 1884. Dette gjorde det muligt for det britiske imperium at udøve kontrol over hele territoriet omkring Calabar, inklusive Bakassi. Området blev derved de facto en del af Nigeria, selvom grænsen aldrig blev fastlagt. Dokumenter fra Cameroun, og også brittiske og tyske, placerer imidlertid tydeligt Bakassi under camerounsk territorium, som en konsekvens af anglo-tyske aftaler fra kolonitiden. Efter at det sydlige Cameroun i 1961 stemte for at forlade Nigeria og blive en del af Cameroun, forblev Bakassi under Calabars administration, og dermed en del af Nigeria, indtil ICJ's dom i 2002.

## Befolkning
Bakassis befolkning er hovedsageligt Oron-folket, folket der lever i Cross River-staten og Akwa Ibom-staten i Nigeria.